# 翟斌
翟斌（？—384年），十六國時期丁零部落首領之一。

## 生平
根據《資治通鑑》的記載：「丁零翟斌，世居康居，後徙中國」，於330年向後趙朝見，翟斌被後趙封為「句町王」。371年，前秦天王苻堅初定華北，「徙關東豪傑及雜夷十五萬戶於關中」，其中丁零翟斌被安置於新安（今中國河南省新安縣）、澠池（今中國河南省澠池縣）一帶。
383年，前秦於肥水之戰敗後，翟斌首叛前秦，前秦派前燕舊臣慕容垂討伐，慕容垂圖謀復國，亦叛前秦。其時前燕宗室慕容鳳及前燕舊臣子裔王騰、段延等人亦歸附翟斌。前秦平原公苻暉派毛當來伐，慕容鳳自請出戰，於是丁零兵眾隨其迎擊秦軍，終斬殺毛當，並攻克洛陽西的陵雲臺。次年（384年），翟斌在慕容鳳等人勸說下擁護慕容垂為反秦盟主，慕容垂答應後翟斌就率眾與慕容垂會合，並勸慕容垂稱帝，但慕容垂欲迎還前燕末代君主慕容暐復帝，斷言拒絕，而只稱燕王，承制行事。翟斌於是被任命為建義大將軍，封河南王。同年稍晚，慕容垂於鄴（今中國河北省臨漳縣）改年號為燕元，立太子慕容寶，重建昔日前燕的衣服規格及朝廷禮儀，正式建立後燕。並進攻時由前秦長樂公苻丕據守的鄴城。
此時的翟斌恃功而驕，貪得無厭；又因丁零部落隨後燕軍攻鄴城，久攻不下，開始有貳心。翟斌請求當尚書令的官職，慕容垂不允，翟斌遂與前秦軍密謀，其時後燕引漳水灌入鄴城，翟斌於是破壞堤圍，令燕軍計策不成。但因事洩而与弟翟檀、翟敏一齐被殺。
| 新頭銜 始起兵反前秦 | 十六國時期丁零部落首領 330年—384年 | 繼任： 侄翟真 |